# Kleine stekelwapenvlieg
De kleine stekelwapenvlieg (Beris chalybata) is een vliegensoort uit de familie van de wapenvliegen (Stratiomyidae). De wetenschappelijke naam van de soort is voor het eerst geldig gepubliceerd in 1771 door Forster.